# Лихие девяностые
«Лихи́е девяно́стые» — термин с негативной оценочной коннотацией, характеризующий сложный период становления Российской Федерации в 1990-х годах, с присущими смене государственного строя социальной неустойчивостью и ростом преступности.

## Употребление
Вероятно, автором клише «лихие девяностые» является писатель Михаил Веллер, употребивший это выражение в романе «Кассандра», изданном в 2002 году.
Среди основных явлений периода называются Августовский путч, распад СССР, реформы правительства Ельцина — Гайдара, приватизация государственной собственности в частные руки, либерализация цен, обесценивание сбережений граждан, невыплаты заработной платы, пенсий и социальных пособий, конституционный кризис, завершившийся силовым разгоном Съезда народных депутатов и Верховного Совета, осетино-ингушский вооружённый конфликт 1992 года, денежная реформа 1993 года, становление терроризма и организованной преступности, две чеченские войны, экономический кризис 1998 года, вестернизация, сексуальная революция, моральный релятивизм, резкое падение рождаемости и рост смертности в мирное время и т. д.
В тот период командную экономику сменила, по выражению М. Т. По, — «хаотическая смесь бандитизма и капитализма», а вооружённые силы утратили своё былое могущество. По мнению А. А. Бонч-Осмоловской, — «только носитель постсоветской коллективной памяти способен понять смысл словосочетания „лихие девяностые“».
С середины 2000-х годов словосочетание «лихие девяностые» начало использоваться прессой, сменив более эмоциональные выражения, относящиеся к тому десятилетию, такие как — «кровавые», «злополучные», «дурные» и т. п.
По мнению корреспондента Русской службы Би-би-си О. Слободчиковой, популярной эта фраза стала в ходе предвыборной кампании 2007 года.
Нередко российские политики и журналисты противопоставляют «лихим девяностым» определение — «стабильные нулевые», которое возникло в результате неоднократных заявлений президента РФ В. В. Путина о стабильности как новом курсе государственной политики России.
Происходившее в России в 1990-е годы негативно отразилось на отношении россиян к европейским ценностям и к самому понятию «демократия». Так, в результате проведённого в 2009 году Институтом социологии РАН всероссийского опроса населения выяснилось, что у подавляющего большинства населения слово «демократия» ассоциируется с воровством, коррупцией и национальным унижением; и лишь 10,4 % всех опрошенных отнеслись к этому понятию положительно. Уже к концу 1990-х эмоциональное неприятие либеральных ценностей создало предпосылки для возврата к авторитарному режиму.

## Катастрофические приметы времени
Как отмечает профессор Университета Джавахарлала Неру Утса Патнаик, в противоположность таким демографическим катастрофам, как Великий голод в Китае, коллапс в России в первой половине 1990-х был встречен гробовым молчанием западной академической общественности. «Факты таковы, что так называемая „шоковая терапия“, направленная на установление капитализма по совету западных экспертов, привела к катастрофическому падению ВВП в бывших социалистических государствах в период с 1990-го по 1996 год. Уровень ВВП в России и Украине к 1996 году был наполовину или меньше по сравнению с десятилетием ранее, а в Грузии, которая пострадала больше всего, ВВП снизился до одной пятой от уровня середины 1980-х годов. Никогда в мирное время мы не видели такого всеобъемлющего разрушения производственных мощностей и экономики, из-за полностью неправильной макроэкономической политики, рекомендованной иностранными экспертами и проводимой местными политиками», — отмечает учёный.
Последствия для населения обратили вспять десятилетия последовательного улучшения всех показателей человеческого развития. Ежегодная смертность трудоспособного населения возросла почти с 49 до 58 человек на тысячу в 1992 году по сравнению с 1990 годом, а к 1994 году достигла 84 человек в год на тысячу населения. Средняя продолжительность жизни мужчин в России снизилась почти на 6 лет. При резком росте смертности общая численность населения России показала абсолютную убыль, что было беспрецедентной ситуацией в мирное время.
Просто взяв за точку отсчёта смертность в России в 1990 году, и подсчитав накопленную дополнительную смертность трудоспособного населения к 1996 году, мы получим цифру более 4 миллионов избыточных смертей только в России. По отношению к численности населения России, эта убыль была в три раза больше, чем великий бенгальский голод в Индии в 1943-44 годах и вдвое больше, чем китайская избыточная смертность в годы «большого скачка». Демографическая катастрофа в России не получила ни международной оценки, ни огласки по той простой причине, что Россия совершала переход к капитализму, и именно этот процесс породил катастрофу, считает Утса Патнаик.

## Критика термина
Многие политики и журналисты, как правило, либерального (Сванидзе, Левинсон, Телень, Рубинштейн, Виноградов, Сапрыкин, Милов, Ройзман и другие), а также левого (КПРФ, Русин) и национал-патриотического (например, Болдырев) направления говорят о некорректности данного выражения и отмечают использование его в пропагандистских целях сторонниками путинской политики.
Наина Ельцина, Олег Басилашвили и Александр Генис настаивают, что 1990-е годы следует называть не лихими, а святыми.
По мнению В. С. Милова, выражение «лихие девяностые» — это «не более чем красивый пропагандистский штамп», в то время как по-настоящему «лихими», по его мнению, являются не 1990-е, а 1980-е годы.
Журналисты издания «Проект», проведя собственное исследование на основе криминальных статистик разных десятилетий, пришли к выводу, что по ряду показателей уровень преступности в 2000-е годы выше, чем в 1990-е.

## В культуре
- В 2007 году на НТВ выходила программа «Лихие 90-е» с Анастасией Мельниковой[22][23].
- В 2012 году на украинском телеканале НТН был запущен проект «Крутые 90-е» — документально-публицистический сериал, ведущим которого был Гарик Кричевский[24].
- Переосмысление истории 1990-х поколением 2000-х показала певица Монеточка в своём альбоме «Раскраски для взрослых». Песня «90» высмеивает стереотипы о «лихих 90-х», которые воспроизводятся в том числе и теми, кто родился позже 1990-х годов и этого времени не застал[25].
- В 2024 году «Фонд борьбы с коррупцией» выпустил серию видео «Предатели» об этом периоде истории.